# Лисовой, Оксен Васильевич
Оксен Васильевич Лисовой (укр. Оксен Васильович Лісовий; род. 21 июля 1972, Киевская область, Украинская ССР) — украинский государственный деятель, педагог, военнослужащий Вооруженных сил Украины. Министр образования и науки Украины с 21 марта 2023 года. Директор Национального центра «Малая академия наук Украины» с 10 июня 2010 года.
Кандидат философских наук (2012), доцент (2015). Лауреат Государственной премии Украины в области образования (2012). Заслуженный работник образования Украины (2021). Лауреат антипремии Академическое недостоинство в номинации «Плагиатор 2023».

## Биография
Родился 21 июля 1972 года на Киевщине в семье учителей. Его отец Василий Семенович Лисовой (1937—2012) — диссидент, организатор украинского самиздата в 1960—1970 годах. Мать Вера Лисовая — украинский филолог, публицист, диссидентка и участница украинского правозащитного движения. За неделю до рождения Оксена его отца арестовали и посадили на 11 лет за открытое письмо в защиту арестованных шестидесятников. Мать, учительницу украинского языка и литературы, уволили с работы.
Лето 1981 года провёл в ожидании суда в Новой Бряни в Бурятской АССР, где его отец находился в ссылке. Там Лисовые смогли воссоединить свою семью, однако Василия Лисового снова арестовали за его протесты против ввода советских войск в Афганистан. Вера Лисовая выступала как защитница в деле мужа. Летом 1982 года семья снова приехала в Бурятию и два года жила в ссылке в поселке Илька, где Василий Лисовой работал токарем, сестра Оксена закончила среднюю школу, а Оксен закончил 3 и 4 классы. В июне 1983 года семья Лисовых вернулась в Киев.
Оксен Лисовой окончил Решетиловское художественное училище народных промыслов (специальность — художник-керамист), Киевский государственный институт культуры (специальность — библиотечно-информационные системы).
Работал учителем Киево-Могилянского коллегиума, тренером по фехтованию и поддерживал деятельность общественной юношеской организации «Сич», на руководящей должности в генеральной дирекции ОАО «Укртелеком», с 2010 — директор Национального центра «Малая академия наук Украины» (МАНУ).
В сентябре 2020 года инициировал создание Музея науки Украины на территории ВДНХ.
Является автором более 250 научных публикаций и 25 авторских научных изданий.
С началом полномасштабного российского вторжения в Украину в 2022 году добровольцем ушел на фронт в составе 95-й отдельной десантно-штурмовой бригады. В то же время дистанционно продолжал исполнять обязанности директора НЦ «МАНУ».
21 марта 2023 года депутаты Верховной Рады 313 голосами (при 226 необходимыми) проголосовали за назначения Оксена Лисового на должность Министра образования и науки Украины.
16 июля 2025 года правительство Дениса Шмыгаля был отправлено в отставку. 17 июля 2025 года стало известно, что в новом правительстве Юлии Свириденко, министр Лисовой сохранил свою должность.

## Награды
- Заслуженный работник образования Украины (22 января 2021) — за значительный личный вклад в государственное строительство, укрепление национальной безопасности, социально-экономическое, научно-техническое, культурно-образовательное развитие Украинского государства, весомые трудовые достижения, многолетний добросовестный труд[7];

- Лауреат Государственной премии Украины в области образования (6 октября 2012) — за цикл работ «Всеукраинский образовательный Интернет-портал «Остров знаний»[8];

- Нагрудный знак Министерства образования и науки Украины «Отличник образования» (2009);

- Почётная грамота Министерства образования и науки Украины (2007).